# Комплекс построек Александровского чугунолитейного завода

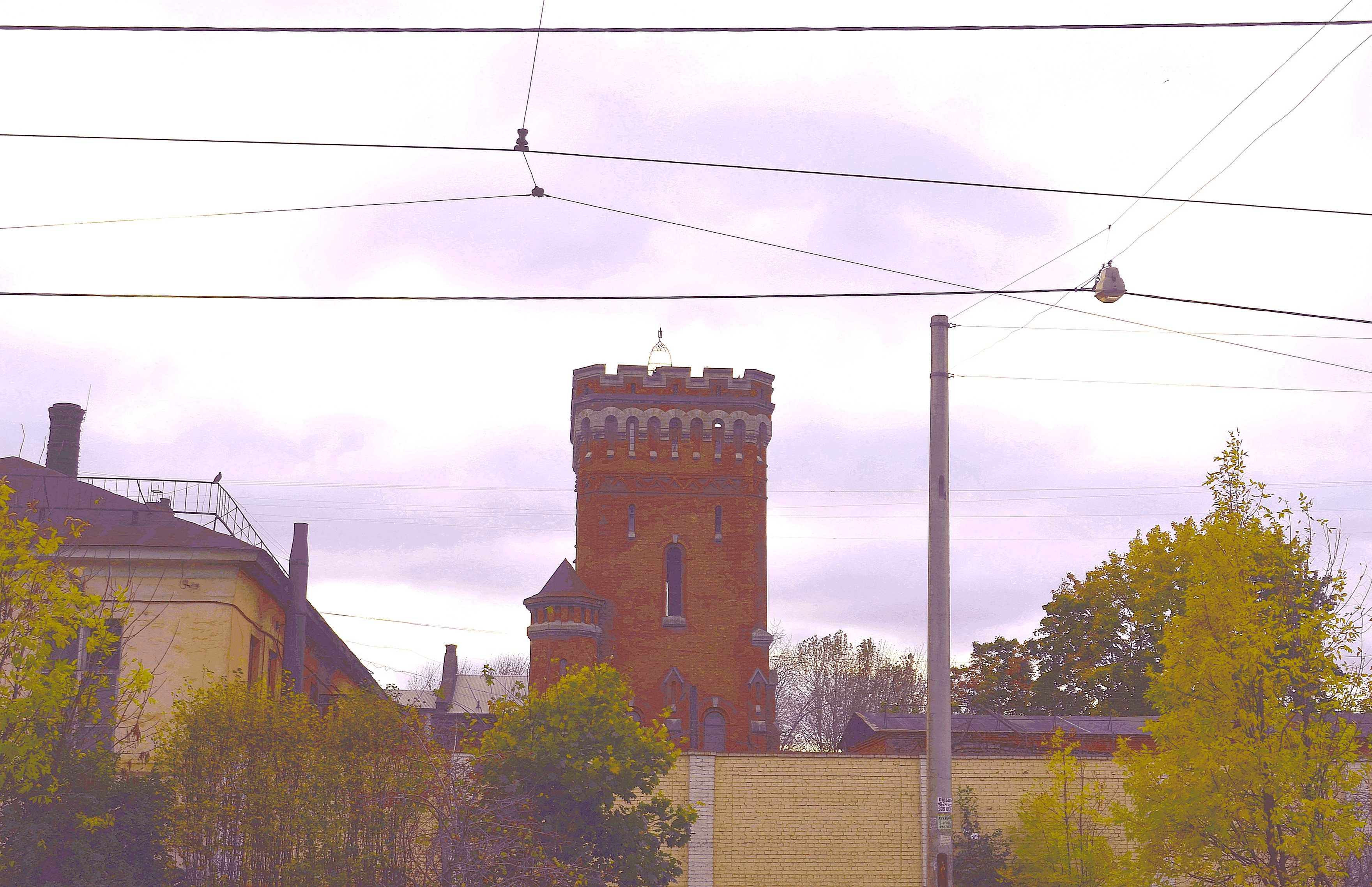
Водонапорная башня

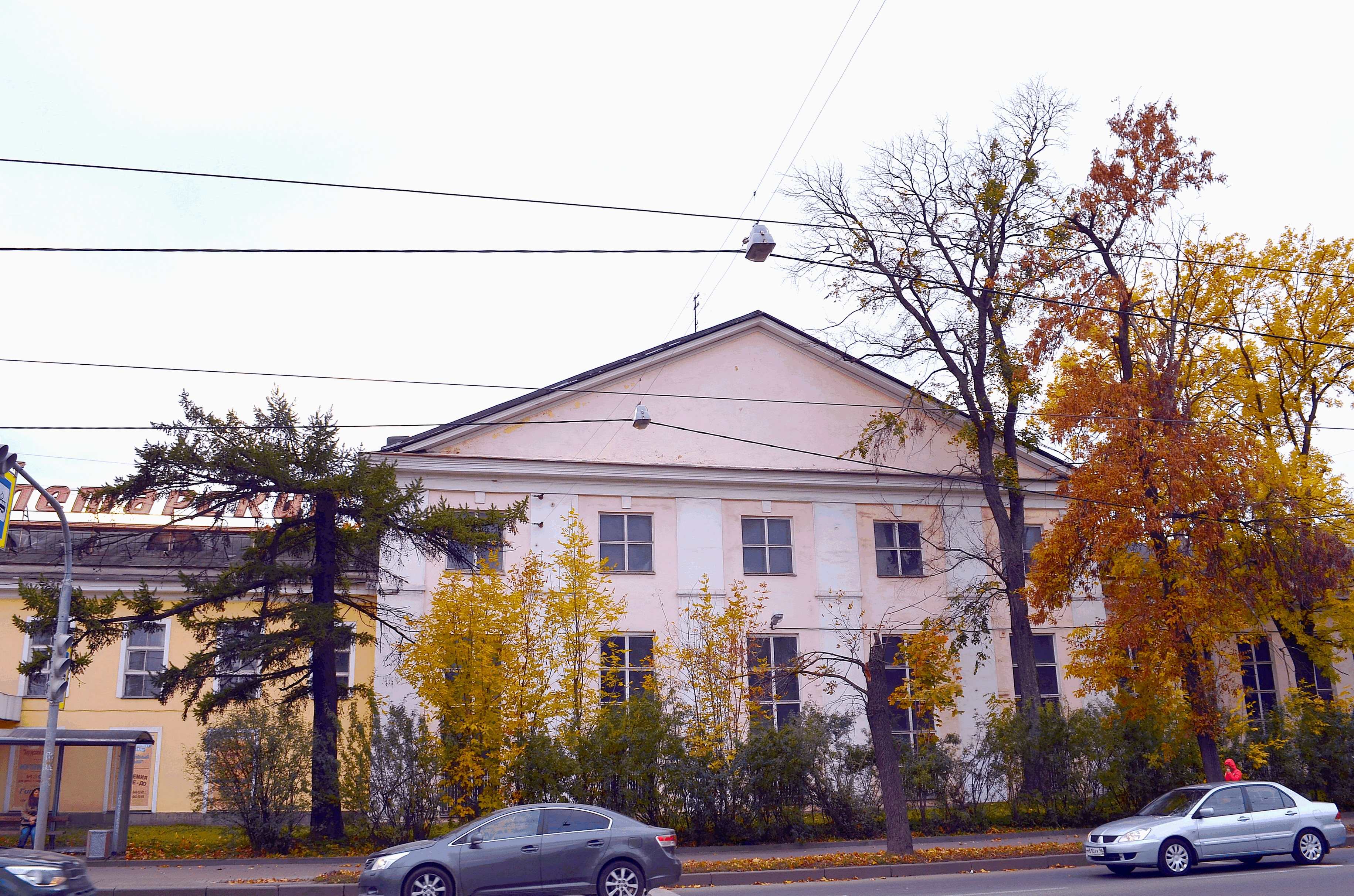
Один из корпусов эпохи классицизма

Комплекс построек Александровского чугунолитейного завода — памятник архитектуры. Расположен в Санкт-Петербурге, современный адрес — проспект Обуховской Обороны, 123А, 125, 127, улица Дудко, 3.
Завод был перенесён на текущее место после наводнения 1824 году, постройками зданий на Шлиссельбургском тракте руководил директор завода Матвей Егорович Кларк. Первыми строениями на новом месте в 1825—1826 годах стали апликеровальная, слесарная и литейная мастерские, над их внешним видом также работал А. И. Постников, вероятно, с участием В. П. Стасова, друга Кларка.
Постройки создавались во времена классицизма, сочетание жёлтых оштукатуренных стен и белых деталей характерно для этого периода. Со стороны проспекта здания стоят симметрично от главного въезда, рядом с которыми стояли два чугунных льва, отлитые по моделям И. П. Прокофьева (между ними расположен неработающий фонтан, восстановленный по историческим чертежам в 2008 году). Лицевые корпуса зданий украшены фронтонами и пилястрами простого ордера, у них большие арочные окна. По бокам композиции, завершая её, стоят дома директора и помощника со службами, небольшие одинаковые здания с мезонинами. В середине завода располагалась складская зона, вне производства стоял посёлок для рабочих с церковью Михаила Архангела (освящена 23 сентября 1862 года, снесена после 1932 года, архитектор Б. Ф. Лорберг, авторы икон В. В. Васильев и П. И. Брусников), школой, больницей, рынком и трактирами.
В 1938 году упоминалось, что у завода была (на тот момент) ограда, созданная К. Росси около 1820-го года. Соединённые цепями флорентийские львы были основой этой ограды, в которой были столбы, украшенные военными трофеями, и на них плоские,  своеобразной формы вазы, завершающие невысокие тумбы.
Новые цеха, связанные с паровозостроением, строились в 1890-е годы. В 1891—1893 годах по проекту Г. В. Войневича и Ф. С. Ясинского была построена краснокирпичная водонапорная башня в романтическом стиле. Она квадратная в плане, высота около 34 метров, её цоколь, карниз и свесы облицованы серым гранитом. Башня работала на обеспечение мастерских и рабочего посёлка, использовалась для гидравлической клёпки паровозных котлов.
В те же годы по проектам И. И. Шапошникова, А. А. Клевщинского и Ф. С. Ясинского были построены котельная, литейная, модельная, колёсная (покрытия шедовые, стены усилены пилонами-контрфорсами), рессорная и сборная мастерские, кузница. Это цеха с большими пролётами, с металлическими фермами в качестве перекрытий и фонарями верхнего освещения.
Вагонные мастерские, построенные далее рабочего посёлка в 1840-е годы, со временем стали относиться к территории другого завода.
Часть зданий завода признано государством памятниками архитектуры, но многие дореволюционные здания, выходящие на улицу Дудко, ещё не получили охранный статус.